# Чуніхін Олександр Натанович
Олександр Натанович Чуніхін (4 червня 1948, Київ — 22 квітня 2020, там само) — український педагог, музикант. Заслужений діяч мистецтв України. Ректор Київської муніципальної академії естрадного та циркового мистецтв (1998—2011). Директор-художній керівник Київського муніципального театру «Мала опера» (від 2011). Член Українського театрального товариства, віце-президент Асоціації естрадних діячів України, відповідальний секретар Міжнародної асоціації естрадних діячів, президент Всеукраїнського благодійного фонду підтримки естрадного та циркового мистецтв «Аріцей». Заслужений працівник культури Російської Федерації. Засновник та керівник продюсерського центру «Даніель» (2005—2020).

## Життєпис
Народився 4 червня 1948 року у Києві в родині митців-музикантів. 
Закінчив Московський ордена Трудового Червоного Прапора державний інститут культури за спеціальністю «Культурно-просвітницька діяльність», кваліфікація — культурно-просвітницький працівник, режисер масових видовищ та вищі курси директорів театрів при Міністерстві культури Російської Федерації.
Значний творчо-організаційний досвід отримав під час роботи у театрально-видовищному закладі культури «Київський муніципальний академічний театр ляльок на лівому березі Дніпра», Театрі кіноактора, Волгоградському музично-драматичному театрі, в Орському державному театрі драми імені О. С. Пушкіна, Державному російському театрі імені В. Г. Короленка (м. Іжевськ), Волгоградському новому експериментальному театрі, Московському театрі-студії «Сивцев Вражек», Російському державному «Театрі на Покровці». 
У 1998—2011 роках — ректор Київської муніципальної академії естрадного та циркового мистецтв.
Член Українського театрального товариства, віце-президент Асоціації естрадних діячів України, відповідальний секретар Міжнародної асоціації естрадних діячів, президент Всеукраїнського благодійного фонду підтримки естрадного та циркового мистецтв «Аріцей». У 2005 році заснував продюсерський центр «Даніель». Мешкав у Києві на бульварі Амвросія Бучми, 1.
Олександр Натанович Чуніхін пішов з життя 22 квітня 2020 року у Києві.

## Відзнаки, нагороди
За активну творчу діяльність і самовіддану працю нагороджений відзнакою «Заслужений працівник культури Російської Федерації». 
За значний особистий внесок у соціально-економічний, культурний розвиток Української держави та Російської Федерації, вагомі трудові досягнення нагороджений:
- орденом «За заслуги» III ступеня (2007);
- міжнародним орденом святого Станіслава III ступеня (2008)[14];
- орденом преподобного Нестора Літописця трьох ступенів;
- орденом «Різдва Христового» II ступеня;
- орденом святого рівноапостольного князя Володимира III ступеня;
- орден Гетьмана Петра Сагайдачного;
- орденом Почаївської ікони Божої Матері;
- орденом «Знак Пошани».